# Até Transbordar
Até Transbordar é o primeiro álbum ao vivo da cantora brasileira Gabriela Rocha, lançado em dezembro de 2016 pela gravadora Sony Music Brasil.
A obra contém músicas regravadas dos álbuns Jesus (2012) e Pra Onde Iremos? (2014), sob produção musical de Hananiel Eduardo. Além disso, possui três inéditas apresentadas no EP Gabriela Rocha (2016). O show, que recebeu as participações de Fernandinho e Leonardo Gonçalves, foi dirigido por Hugo Pessoa.

## Faixas
CD
1. "Eu Sou Teu (Rooftops)"
2. "Teu Santo Nome"
3. "Nossa Canção" ft. Leonardo Gonçalves
4. "Nada Além de Ti"
5. "Estas Comigo (You Are For Me)"
6. "Creio Em Ti (Still Believe)" ft. Fernandinho
7. "Gratidão"
8. "Me Aproximou"
9. "Atos 2"
10. "Creio que Tu És a Cura (Healer)"
11. "Pra Onde Iremos?"
12. "Meu Salvador"
13. "Desperta (Wake)"

DVD
1. "Jesus"
2. "Eu Sou Teu (Rooftops)"
3. "Teu Santo Nome"
4. "Nossa Canção" ft. Leonardo Gonçalves
5. "Nada Além de Ti"
6. "Estas Comigo (You Are For Me)"
7. "Creio Em Ti (Still Believe)" ft. Fernandinho
8. "Gratidão"
9. "Me Aproximou"
10. "Atos 2"
11. "Creio que Tu És a Cura (Healer)"
12. "Pra Onde Iremos?"
13. "Meu Salvador"
14. "Desperta (Wake)"

## Significado
Transbordar nas Escrituras é "transbordar de Deus", vem da palavra em hebraico revaiah. Representa mais do que uma simples expressão teológica. Este conceito transcende palavras ao convidar cada indivíduo a explorar a profundidade do relacionamento com Deus. Além de uma referência bíblica, Revaiah adquire um significado pessoal, recordando-nos do amor generoso que emana do coração do Pai Celestial. 
Referência em revaiah